# Гровенор, Роберт, 5-й герцог Вестминстер
Роберт Джордж Гровенор, 5-й герцог Вестминстер (англ. Robert Grosvenor, 5th Duke of Westminster; 24 апреля 1910 — 19 февраля 1979) — британский военный, аристократ, землевладелец, бизнесмен и политик. В 1970-е годы он был самым богатым человеком в Британии.

## Ранняя жизнь

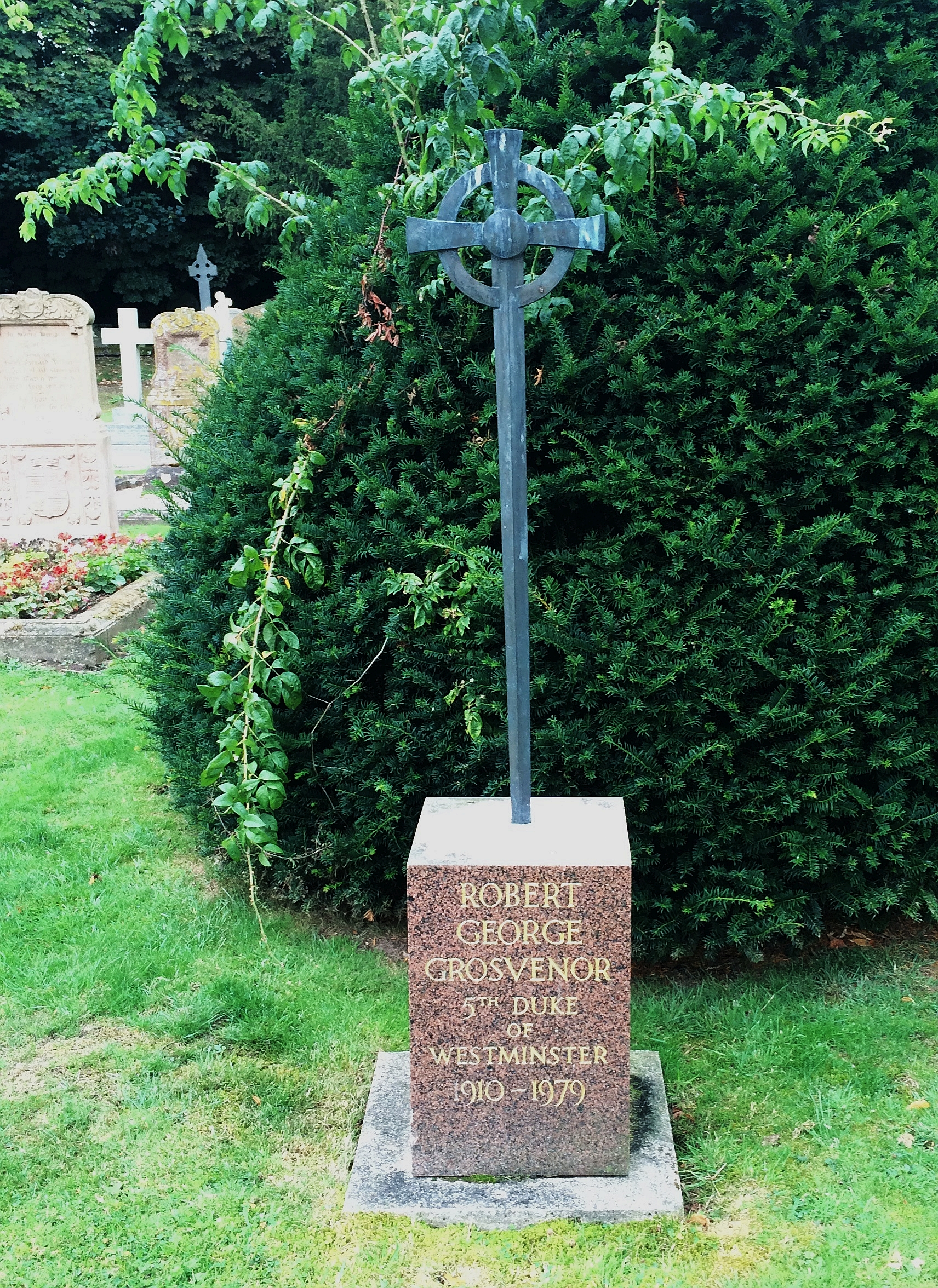
Могила Роберта Гровенора, 5-го герцога Вестминстерского

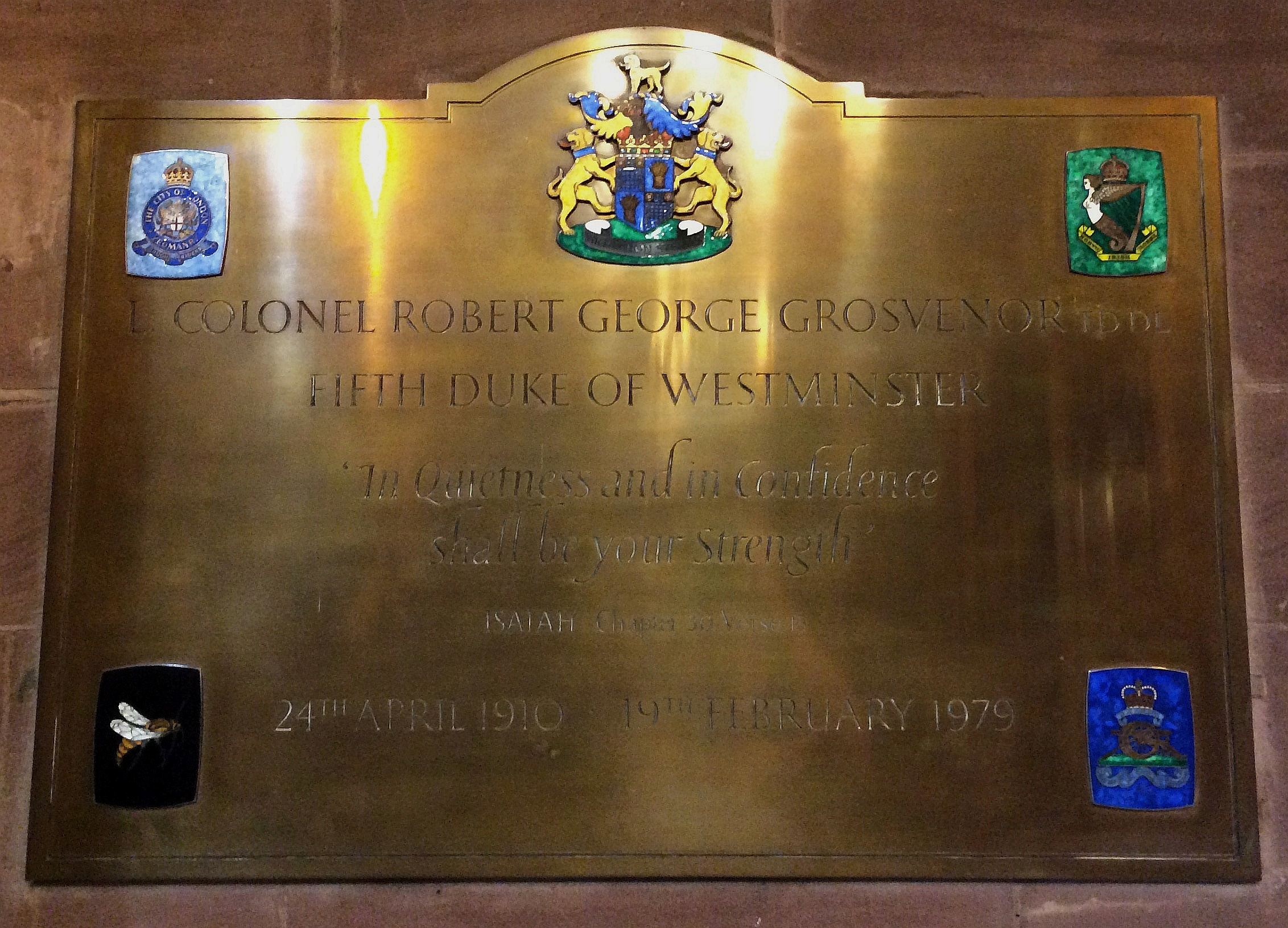
Мемориал 5-го герцога Вестминстерского в Экклстонской Церкви

Родился 24 апреля 1910 года. Младший из двух сыновей Лорда Хью Уильяма Гровенора (1884—1914), и Леди Мейбл Крайтон (1882—1944), внук Хью Гровенора, 1-го герцога Вестминстерского. Его мать, Леди Мейбл Крайтон, была дочерью Джона Крайтона, 4-го графа Эрна (1839—1914).
Он получил образование в Итонском колледже, государственной школе-интернате для мальчиков в Беркшире. Он был членом школьного контингента младшей дивизии офицерского учебного корпуса. Он дослужился до звания младшего капрала-кадета.

## Военная карьера
28 июня 1938 года Роберт Гровенор поступил на службу в зенитную бригаду 11-го лондонского йоменского полка территориальной армии, недавно сформированное территориальное армейское подразделение Королевской артиллерии, в звании второго лейтенанта. Он закончил Вторую мировую войну в звании майора.
1 мая 1947 года он перевелся в реформированный лондонский йоменский полк и повышен со своего довоенного основного звания второго лейтенанта до майора со старшинством с 24 апреля 1944 года. Его личный номер был 76151 . Он был переведен на северо-ирландское кавалерийское подразделение 1 мая 1949 года. 11 ноября 1949 года он был награжден Эффективностью украшения (ТД) за выслугу лет в территориальной армии. Он был повышен до подполковника на 15 февраля 1953 года. Роберт Гровенор был награжден застежкой в его эффективности украшение на 26 октября 1954 года. 14 февраля 1956 года он перешел из действительного списка в офицерский резерв территориальной армии. Он ушел в отставку 15 апреля 1960 года и получил разрешение сохранить звание подполковника.

## Политическая карьера
Большую часть своей жизни Роберт Гровенор прожил в Северной Ирландии, в Эли-Лодж, Блэйни, на острове посреди Лох-Эрна. В 1952 году он был назначен Верховным шерифом графства Фермана.
На всеобщих выборах 1955 года он был избран в парламент в качестве депутата от Ферманы и Южного Тирона. Переизбран в 1959 году, ушел в отставку в 1964 году, его сменил двоюродный брат, Джеймс Гамильтон, маркиз Гамильтон. В парламенте он придерживался в основном вопросы избирательного округа, но отвечал за законопроект, который помог увеличить число усыновлений, ставший законом об усыновлении 1964 года. В первой речи своего преемника он был описан как популярный и всеми любимый.

## Семья
3 декабря 1946 года Роберт Гровенор женился на своей троюродной сестре, достопочтенной Виоле Мод Литтелтон (10 июня 1912 — 3 мая 1987), дочери Джона Литтелтона, 9-го виконта Кобэма (1881—1949), и у них было трое детей, десять внуков и одиннадцать правнуков:
- Леди Леонора Мэри Гровенор (род. 1 февраля 1949). 8 марта 1975 года она вышла замуж за Томаса Патрика Ансона, 5-го графа Личфилда (1939—2005). Супруги развелись в 1986 году. У них трое детей и двое внуков.
- Джеральд Кавендиш Гровенор, 6-й герцог Вестминстер (22 декабря 1951 — 9 августа 2016). 7 октября 1978 года он женился на Наталье Филлипс (род. 1959). У них было четверо детей и шестеро внуков.
- Леди Джейн Мэриел Гровенор (род. 8 февраля 1953). 10 сентября 1977 года она вышла замуж за Гая Дэвида Иннес-Кера, 10-го герцога Роксбурга (1954—2019). Супруги развелись в 1990 году. У них трое детей и трое внуков. Леди Джейн была представлена высшему обществу в качестве дебютантки на престижном международном Балу дебютанток в отеле «Уолдорф-Астория» в Нью-Йорке в 1971 году[10].

22 февраля 1963 года скончался его кузен Уильям Гровенор, 3-й герцог Вестминстер (1894—1963), а его старший брат Джеральд Гровенор (1907—1967) стал 4-м герцогом Вестминстером. Королевский ордер на первенство был выдан, чтобы позволить ему принять стиль Лорда Роберта Гровенора. После смерти своего старшего брата 25 февраля 1967 года Роберт Гровенор стал 5-м герцогом Вестминстерским. Хотя он занял свое место в Палате лордов, он никогда не говорил, что удивительно, учитывая его политическую карьеру. Вестминстер был назначен почетным полковником североирландской кавалерии в 1971 году. Он умер в Эли-Лодж близ Эннискиллена, Северная Ирландия, 19 февраля 1979 года и был похоронен на кладбище Экклстонской церкви близ Итон-Холла, графство Чешир.

## Титулы
5-й герцог Вестминстер (с 25 февраля 1967 года), 7-й маркиз Вестминстер (с 25 февраля 1967), 8-й барон Гровенор из Итона, графство Чешир (с 25 февраля 1967), 8-й граф Гровенор (с 25 февраля 1967), 14-й баронет Гровенор из Итона, графство Чешир (с 25 февраля 1967), 8-й виконт Белгрейв (с 25 февраля 1967 года).